# Гюнстет
Гюнстет (фр. Gunstett) — коммуна на северо-востоке Франции в регионе Гранд-Эст (бывший Эльзас — Шампань — Арденны — Лотарингия), департамент Нижний Рейн, округ Агно-Висамбур, кантон Рейшсоффен.
Площадь коммуны — 6,3 км², население — 688 человек (2006) с тенденцией к стабилизации: 683 человека (2013), плотность населения — 108,4 чел/км².

## Население
Население коммуны в 2011 году составляло 703 человека, в 2012 году — 693 человека, а в 2013-м — 683 человека.
| 1962 | 1968 | 1975 | 1982 | 1990 | 1999 | 2006 | 2008 | 2011 | 2012 | 2013 |
| ---- | ---- | ---- | ---- | ---- | ---- | ---- | ---- | ---- | ---- | ---- |
| 555  | 552  | 577  | 558  | 631  | 683  | 688  | 687  | 703  | 693  | 683  |

Динамика населения:

## Экономика
В 2010 году из 475 человек трудоспособного возраста (от 15 до 64 лет) 362 были экономически активными, 113 — неактивными (показатель активности 76,2 %, в 1999 году — 74,0 %). Из 362 активных трудоспособных жителей работали 337 человек (186 мужчин и 151 женщина), 25 числились безработными (6 мужчин и 19 женщин). Среди 113 трудоспособных неактивных граждан 36 были учениками либо студентами, 46 — пенсионерами, а ещё 31 — были неактивны в силу других причин.